# حريش سميك الساق
حريش سميك الساق (الاسم العلمي:Lithobius crassipes) هو نوع من المفصليات يتبع جنس الحريش من الفصيلة الحريشية.